# フラッシュ (アルバム)
フラッシュ (Flash) は、1985年にリリースされたジェフ・ベックのアルバム。
ジェフとしては久し振りとなる歌もの作品で、インストゥルメンタル曲は「エスケイプ」と「ユー・ノウ、ウィ・ノウ」の2曲だけ。インプレッションズのカヴァー「ピープル・ゲット・レディ」にロッド・スチュワートが参加。ジェフ自身も「ゲット・ワーキン」「ナイト・アフター・ナイト」で歌っている。ジミー・ホールもヴォーカルで参加。
大部分の楽曲をナイル・ロジャースとアーサー・ベイカーがプロデュース。
ヤン・ハマー作曲の「エスケイプ」でグラミー賞（ベスト・ロック・インストルメンタル・パフォーマンス）を受賞。
このアルバムについてジェフ本人はあまり気に入っておらず、「忘れたいアルバム」等と発言している。しかしながらAmbitiousは好きだという後年の発言やジミー・ホールとの共演も行っている。
本作から、ジェフはフィンガー・ピッキングを多用し始めた。

## 曲目
1. アンビシャス - Ambitious (Rodgers) 4:45
2. ゲッツ・アス・オール・イン・ジ・エンド - Gets Us All in the End (Baker) 6:05
3. エスケイプ - Escape (Hammer) 4:56
4. ピープル・ゲット・レディ - People Get Ready (Mayfield) 4:50
5. ストップ、ルック・アンド・リッスン - Stop, Look and Listen (Rodgers) 4:26
6. ゲット・ワーキン - Get Workin' (Rodgers) 3:35
7. エクスタシー - Ecstasy (Bendeth, Climie) 3:46
8. ナイト・アフター・ナイト - Night After Night (Rodgers) 4:30
9. ユー・ノウ、ウィ・ノウ - You Know, We Know (Hymas) 5:35
10. ナイトホークス - Nighthawks (Rodgers) 4:47
11. バック・オン・ザ・ストリート - Back on the Streets (Beck) 3:41